# Robin Cook (político)
Robert Finlayson Cook (28 de febrero de 1946 - 6 de agosto de 2005) fue un político británico del Partido Laborista, que sirvió como miembro del parlamento (MP) por Livingston desde 1983 hasta su muerte y sirvió en el Gabinete como secretario de Exteriores desde 1997 hasta 2001, cuando fue reemplazado por Jack Straw.
Estudió en la Universidad de Edimburgo antes de ser elegido miembro del Parlamento por Edimburgo Central en 1974. En el Parlamento era conocido por su capacidad de debate y ascendió rápidamente en las filas políticas y, en última instancia, al Gabinete. Como secretario de Asuntos Exteriores, supervisó las intervenciones británicas en Kosovo y Sierra Leona.
El 17 de marzo de 2003 dimitió de su cargo de Lord presidente del Consejo y líder de la Cámara de los Comunes en protesta contra la invasión de Irak de 2003. En el momento de su muerte, era presidente del Centro de Política Exterior y vicepresidente del Grupo Parlamentario Británico-Estadounidense y del Grupo Parlamentario de Todos los Partidos de Seguridad Global y No Proliferación.